# Bitter Winter
Bitter Winter es una revista donde se tratan temas sobre la libertad de culto y derechos humanos en la República Popular China. Es publicada diariamente en varios idiomas desde mayo de 2018 por el centro de investigación italiano CESNUR (Centro de Estudios sobre Nuevas Religiones). Ha sido criticada en China por supuestos prejuicios basados en el anticomunismo. Varios medios reportaron que en 2018 algunos de sus corresponsales chinos habían sido arrestados.

## Historia
Bitter Winter surgió a partir de los intereses del CESNUR. Los académicos asociados al CESNUR, incluido su director Massimo Introvigne, fueron invitados a China en 2017 para discutir la situación de las sectas en dicho país. Los planes de creación de la revista fueron revelados por el CESNUR el 14 de mayo de 2018, en la edición 2018 de la Feria Internacional del Libro de Turín
 La revista, de emisión diaria, fue publicada originalmente solo en inglés. No obstante, en los meses siguientes se publicaron ediciones en chino, coreano, italiano, japonés, francés, alemán y español. 
El director de Bitter Winter es el sociólogo italiano Massimo Introvigne. El periodista italiano Marco Respinti[cita requerida] funge como director encargado y hay dos directores asociados, Willy Fautré y la lituana y expresidenta del Grupo de Trabajo de la Unión Europea sobre Ayuda Humanitaria, Rosita Šorytė.

## Recepción
Bitter Winter ha sido bienvenida por algunos medios de comunicación cristianos y musulmanes. CESNUR ha sido descrito como el «grupo de cabildeo e información sobre las religiones controversiales de más alto perfil». Los académicos de CESNUR han defendido grupos tan diversos como la Iglesia de la Unificación ("Moonies"), la Iglesia de la Cienciología, la iglesia china Iglesia de Dios Todopoderoso (acusada de estar relacionada con el asesinato sectario en el McDonald’s de Zhaoyuan del 2014 El Congreso Mundial Uigur publicó repetidamente artículos de Bitter Winter.
Los medios de comunicación conservadores que rutinariamente critican a China han también encontrado en Bitter Winter argumentos para sus campañas. [cita requerida] La revista en línea conservadora estadounidense The Federalist consideró a Bitter Winter como "sumamente informativa" y a su editor "una autoridad en la religión y derechos humanos en China".
Como era de esperarse, aquellos en el polo opuesto del espectro político tuvieron una reacción más negativa. En el mes de mayo de 2018, tanto Katolisches como la edición en línea del semanario italiano L'Espresso, reportaron extensamente sobre críticas a Bitter Winter hechas por católicos liberales y otros que creían que la revista estaba apoyando campañas anticomunistas contra China promovidas por la administración estadounidense, y que estaba tratando de torpedear el acuerdo entre China y el Vaticano que en ese entonces estaba siendo redactado.
Sin embargo, otros criticaron a Bitter Winter por su moderada actitud ante el mismo acuerdo entre China y el Vaticano. The Federalist, un firme oponente al acuerdo, encontró "desconcertante" que Bitter Winter creyera que el Vaticano pudiera tener una estrategia válida a largo plazo.  El diario filipino The Manila Times, que reporta de manera extensa sobre la Iglesia Católica en el oriente de Asia, clasificó a Bitter Winter como parte de "aquellos que creen que el acuerdo no sería del todo perjudicial para la Iglesia Católica en China ".

## Crítica china
Las autoridades chinas creen que Bitter Winter es tan solo otra herramienta de la propaganda antichina y de aquellos quienes defienden a grupos considerados como "sectas" que han sido prohibidos en China. La misma Bitter Winter publica documentos del Partido Comunista Chino en los que se denuncia a la revista y se advierte que aquellos que trabajen para esta como corresponsales en China serán castigados. Tanto varios medios como algunas ONG reportaron que varios corresponsales chinos que enviaban artículos a la revista fueron arrestados en 2018.

### Citas
1. ↑  Derechos Humanos sin Fronteras (2018); Vatican Insider (2018b); Magister (2018b).
2. ↑  KKNews (2017).
3. ↑  Vatican Insider (2018).
4. ↑  Bitter Winter (2018a).
5. ↑  Ma (2018).
6. ↑  Bitter Winter (2018).
7. ↑  FOB (2018).
8. 1 2  Kent, Stephen A. (enero de 2001). «The French and German versus American debate over 'new religions', Scientology and human rights» [Los franceses y alemanes versus los americanos debaten sobre las "nuevas religiones", Cienciología y derechos humanos]. Marburg Journal of Religion (en inglés) (Universidad de Marburgo) 6 (1): 15. doi:10.17192/mjr.2001.6.3742.
9. ↑  Porfiri (2018).
10. ↑  Nardi (2018).
11. ↑  Ver p. ej. Congreso Mundial Uigur (2018).
12. 1 2  Mullarkey (2018).
13. ↑  Nardi (2018); Magister (2018a).
14. ↑  Tatad (2018).
15. ↑  Bitter Winter (2018b).
16. ↑  Derechos Humanos sin Fronteras (2018); Vatican Insider (2018b).